# Хитрая, Юлия Петровна
Юлия Петровна Хитрая (бел. Юлія Пятроўна Хітрая; род. 11 сентября 1989, Барановичи, Брестская область) — белорусская пловчиха, призёр чемпионата Европы на короткой воде. Член сборной Беларуси по плаванию. Участница Олимпийских игр 2012 и 2016 годов. Мастер спорта Беларуси международного класса.

## Спортивная карьера
Юлия Хитрая начала свои занятия плаванием в детской юношеской спортивной школой №4 под руководством тренера Александра Палягошки.
На Чемпионате Европы на короткой воде 2010 года она заняла итоговое шестое место на дистанции 50 метров вольным стилем. Является многократной чемпионкой Беларуси по плаванию.
В 2012 году Юлия вошла в состав национальной олимпийской сборной и приняла участие в летних Олимпийских играх 2012 года, которые проходили в Лондоне. В эстафетном заплыве 4 по 100 метров вольным стилем Хитрая и её партнёры сумели обновить национальный рекорд страны 3:40,67 и заняли итоговое 13-е место из 16 команд, которые были представлены на Играх в этой дисциплине.
На чемпионате Европы по плаванию на короткой воде 2012 года, который состоялся во Франции, Юлия Хитрая и эстафетная команда Беларуси завоевала бронзовые медали турнира на дистанции 4 по 50 метров вольным стилем.
Белорусская спортсменка принимала участие на чемпионате Европы по водным видам спорта 2014 года в Берлине, где вместе с эстафетной четвёрткой заняла 6-е место на дистанции 4 по 50 метров вольным стилем.
В 2016 году Юлия Хитрая второй раз в карьере вошла в состав национальной олимпийский сборной Беларуси и приняла участие в Играх в Бразилии. Она приняла участие в индивидуальном заплыве на 50 метров вольным стилем, где показав 25,18 секунды, заняла итоговое 27-е место.
На чемпионате Европы по плаванию на короткой воде 2017 года, который проходил в Копенгагене, Юлия вместе с партнёрами по смешанной эстафетной команде сумела завоевать серебряную медаль турнира на дистанции 4 по 50 метров комбинированным стилем.